# Mario Carvalho
Mario Carvalho Souza (Belém, 13 de maio de 1994) é um jornalista, repórter e apresentador de televisão brasileiro, que atua na TV Globo Pernambuco.

## Biografia e carreira
Formou-se em Jornalismo na Universidade da Amazônia, em 2016. Começou a carreira em 2014, na TV Liberal, como produtor e começou a atuar como repórter em 2019, em reportagens locais e nacionais. Foi apresentador do programa Liberal Comunidade, da TV Liberal.
Em 2021, teve o sobrenome trocado por um palavrão na tarja de uma reportagem. O fato ganhou repercussão nacional.
No começo de 2022, começou a trabalhar na TV Globo Pernambuco. Em julho de 2022, entrou no rodízio de apresentadores dos jornais locais da TV Globo, NETV 1ª Edição e NETV 2ª Edição.